# Премія (торгова марка)
«Пре́мія» — власна торгова марка мережі корпорації Fozzy Group. Замовляє товари власної торгової марки безпосередньо у виробника. Товари під цим брендом представлені в торгових мережах Сільпо, Fozzy, Фора, Thrash!, buter.com, Gonza та Бумі.

## Продукція
Робота над збільшенням асортименту власної торгової марки «Премія» відбувається поетапно — хвилями.
Після першої хвилі запуску нової продукції торгової марки «Премія» для продажу було представлено 87 асортиментних позицій у 6 продуктових категоріях.
Під час другої хвилі впровадження на полиці магазинів «Сільпо», «Фора» і гіпермаркетів Fozzy C&C надійшло понад 200 нових видів продукції, в тому числі додалося 10 нових категорій.
Третя хвиля запуску продукції торгової марки «Премія» поповнила асортимент новими категоріями продукції, серед них: кондитерські вироби, чай, кава, сири, свіжі заморожені продукти, а також непродовольчі товари.
Нині[коли?] асортимент продукції торгової марки «Премія» налічує понад 500 позицій у більш ніж 30 категоріях. Планується запуск нових категорій та розширення наявних.
Навесні 2023 року розпочалося маркування продукції торгової марки шкалою Nutri-Score.

### Асортимент продукції
- Консервація
- Паштети
- Макаронні вироби
- Крупи
- Цукор
- Горіхи і сухофрукти
- Олія
- Приправи та спеції
- Заморожені продукти
- Напої
- Чай, кава
- Непродовольчі товари
- Молочні продукти
- Сухі сніданки
- Желе
- Рибні продукти
- Кондитерські вироби
- Соуси
- Гастрономія
- Снеки
- Сухі супи
- Дріжджі
- Бутерброди
- Свіжі фрукти
- Сіль